# علبة بسكويت

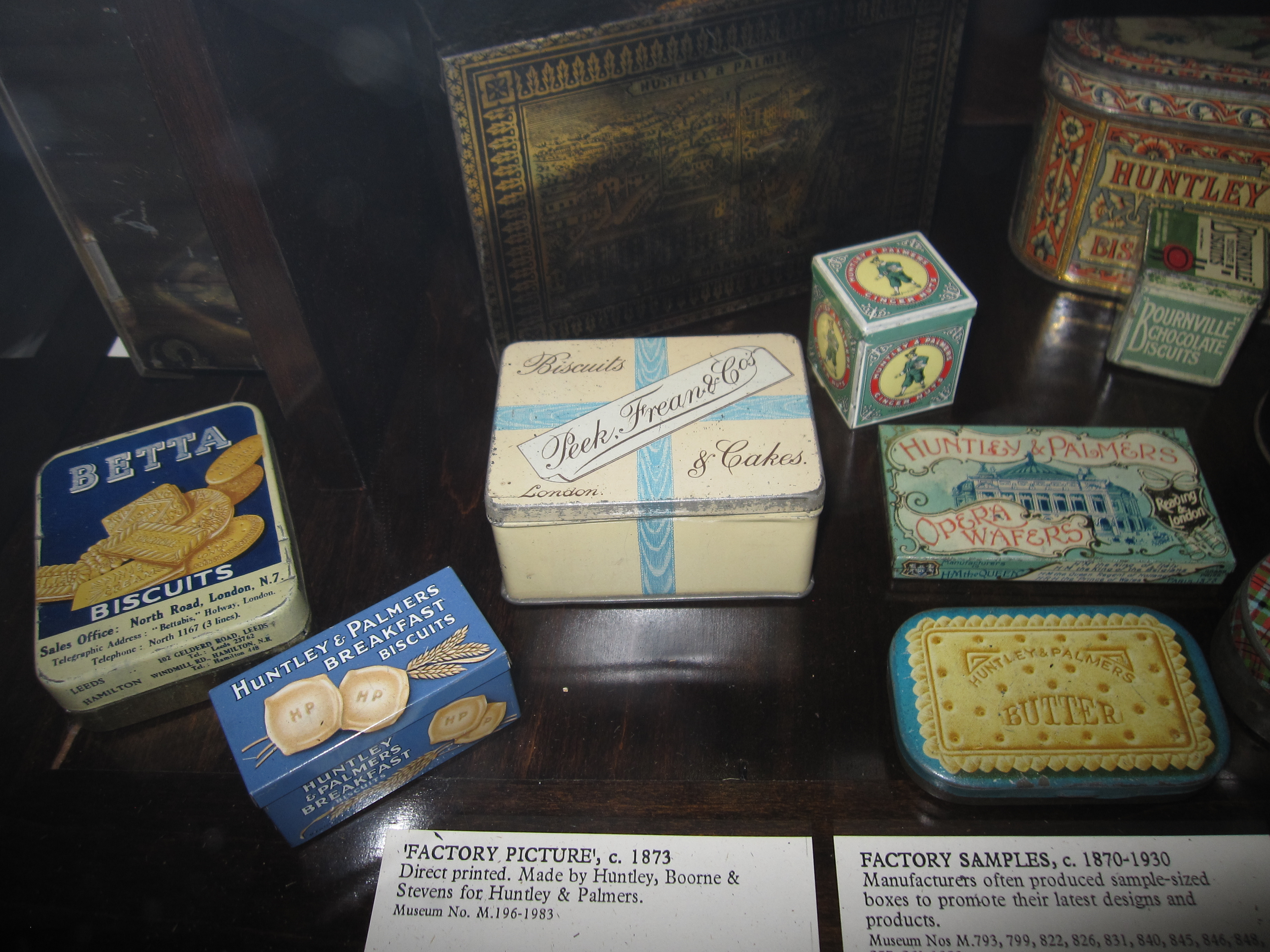
عينات من مصنع علب البسكويت

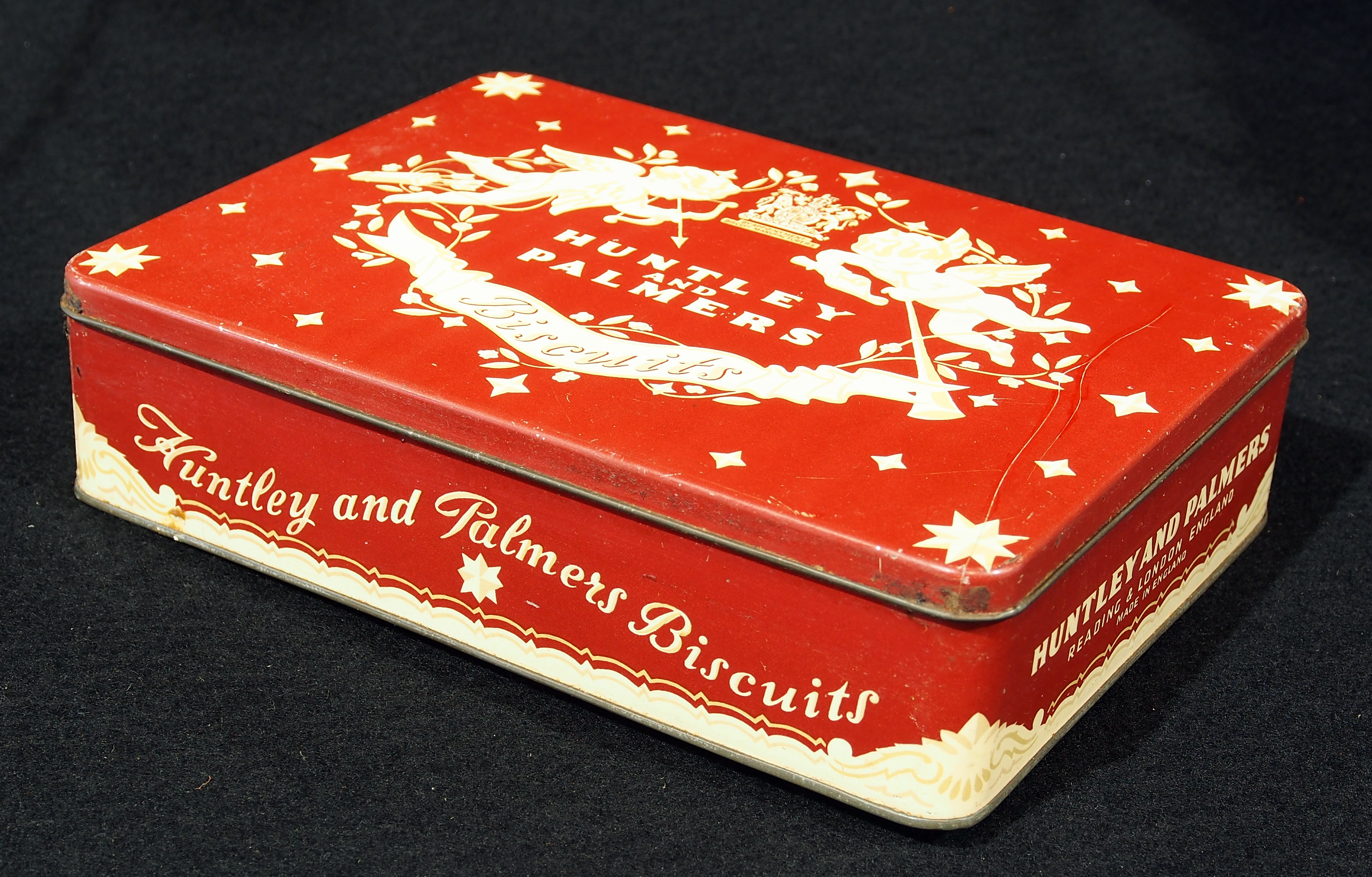
علبة بسكويت من شركة Huntley & Palmers

علب البسكويت (Biscuit tin) عبوات مزينة تستخدم لتغليف وبيع البسكويت وبعض الحلويات تنتشر في المنازل في بريطانيا العظمى وأيرلندا ودول الكومنولث . 
نظرًا لمظهرها الجذاب ، غالبًا ما تم استخدام علب البسكويت من قبل المؤسسات الخيرية وبعض أماكن جذب الزائرين كصناديق لجمع التبرعات ، بعض المستهلكين عندهم استعداد لدفع مبلغ مالي للحصول على العلبة بغض النظر عن قيمة البسكويت فيها.